# ليليان بريغز
ليليان بريغز (بالإنجليزية: Lillian Briggs)‏ هي مغنية أمريكية، ولدت في 3 يونيو 1932 في ألينتاون في الولايات المتحدة، وتوفيت في 11 أبريل 1998 في ميامي في الولايات المتحدة بسبب سرطان الرئة.

## وصلات خارجية
- ليليان بريغز على موقع ميوزك برينز (الإنجليزية)
- ليليان بريغز على موقع ديسكوغز (الإنجليزية)